# شانتاروواتس
شانتاروواتس (صربی: Šantarovac}} یک منطقهٔ مسکونی در صربستان است که در Pomoravlje District واقع شده‌است.
 شانتاروواتس  ۴۵۳ نفر جمعیت دارد.